# Aaron Younger
Aaron Younger, né le 25 septembre 1991 à Attadale, est un poloïste australien évoluant au poste de défenseur au sein du club hongrois de Ferencváros TC.
Il participe avec l'équipe d'Australie aux Jeux olympiques d'été de 2012 se déroulant à Londres, tournoi duquel elle termine à la septième place après une élimination en quart de finale par la Serbie. Le 1er juillet 2016, Elvis Fatović le sélectionneur nationale, l'intègre à l'équipe qui participera au tournoi olympique de Rio de Janeiro en 2016.